# 몰도바 민주당
몰도바 민주당(루마니아어: Partidul Democrat din Moldova)는 몰도바의 사회민주주의 정당이다. 2018년 현재 몰도바의 집권당이다.

## 역사
정당은 1997년 2월 8일 창당되었는데, 처음에는 민주와 번영의 몰도바 운동으로 알려져 있었다. 1998년 10월 17일 의회에서 당 지도부가 선출되었고 사회자유주의 원칙에 입각한 정책이 채택되었다.
2000년 4월 15일, 민주와 번영 운동의 지도부는 당명을 몰도바 민주당으로 바꾸었다.
2003년 11월 22일, 민주당이 사회주의 인터내셔널의 회원이 되겠다는 발표와 몰도바의 민주당과 노조 간의 협력관계에 대한 결의가 채택되었다. 또한 2015년 6월, 유럽 사회당에도 가입하였다.